# Drakens värld
Drakens värld var ett webbläsarspel som utvecklades av Tewonder AB och publicerades 2005. Spelets första version, Bolibompa – Drakens spel, gavs 2001 ut på Sveriges Televisions officiella webbplats.
Den 12 januari 2021 stängdes Adobe Flash, spelmotorn använd i Drakens Värld, ner på grund av säkerhetsproblem. Den 30 november 2020 meddelade SVT att de lägger ner alla spel gjorda med spelmotorn Adobe Flash.
Drakens värld kunde spelas på SVT:s sida fram till den 31 december 2020 då SVT tog bort det. Spelet har dock bevarats av entusiaster och finns tillgänglig på internet.

## Handling
Spelet börjar med Draken som välkomnar spelaren. Spelarens uppdrag består i att samla alla pusselbitarna som är utsprida över hela landet. Pusselbitarna fås efter man har klarat ett av de flera minispelen.

## Röster
- Draken – Ika Nord
- Älgen – Robert Gustafsson
- Kossan – Vanna Rosenberg
- Albatrossen – Johan Ulveson
- Berättarröst – Carolina Lundqvist[2]